# 1459
| 1459               |
| ------------------ |
| Dødsfald - Fødsler |
| • Begivenheder     |

| Gregoriansk kalender | 1459 MCDLIX             |
| Ab urbe condita      | 2212                    |
| Armensk kalender     | 908 ԹՎ ՋԸ               |
| Kinesiske kalender   | 4155 – 4156 戊寅 – 己卯 |
| Etiopisk kalender    | 1451 – 1452             |
| Jødisk kalender      | 5219 – 5220             |
| Hindukalendere       |                         |
| - Vikram Samvat      | 1514 – 1515             |
| - Shaka Samvat       | 1381 – 1382             |
| - Kali Yuga          | 4560 – 4561             |
| Iransk kalender      | 837 – 838               |
| Islamisk kalender    | 863 – 864               |

1459 (MCDLIX) begyndte på en mandag i den Julianske kalender.
Konge i Danmark: Christian 1. 1448-1481
Se også 1459 (tal)

## Begivenheder

### Januar–December
- 23. september – Slaget ved Blore Heath.
- 12. oktober – På grund af fremrykningen af en kongelig styrke ved borgen Ludlow, flygter Richard Plantagenet, 3. hertug af York til Irland, mens hans allierede Warwick flygter til Calais.

### Ukendt dato
- Den valakiske by Bukarest bliver nævnt første gang.
- Byen Jodhpur, i vestindien, bliver grundlagt af Rao Jodha af Marwar.

## Født
- 25. januar – Paul Hofhaimer, østrigsk organist og komponist (død 1537)
- 2. Marts – Pave Hadrian 6. (død 1523)
- 6. Marts – Jacob Fugger, tysk bankmand (død 1525)
- 22. marts – Maximilian 1. (død 1519)
- 6. oktober – Martin Behaim, tysk opdagelsesrejsende og kartograf (død 1507)
- 2. december – Cem, Tronprætendent til den osmanniske trone (død 1495)
- Ukendt dato – Edward Poynings, engelsk soldat og diplomat (død 1521)
- Sandsynligvis – Lorenzo di Credi, florentinsk maler og billedhugger (død 1537)

## Dødsfald
- 3. marts – Ausiàs March, catalansk poet (født 1397)
- 3. maj – Erik af Pommern, Konge af Norge, Danmark og sverige (født 1382)
- 23. september – James Tuchet (i kamp) (født 1400)
- 30. oktober – Gian Francesco Poggio Bracciolini, Italiensk humanist (født 1380)
- 5. november – John Fastolf, Engelsk soldat
- 4. december – Adolf 8. af Holsten, hertug af Sønderjylland (født 1401)